# Endarterektomia tętnicy szyjnej

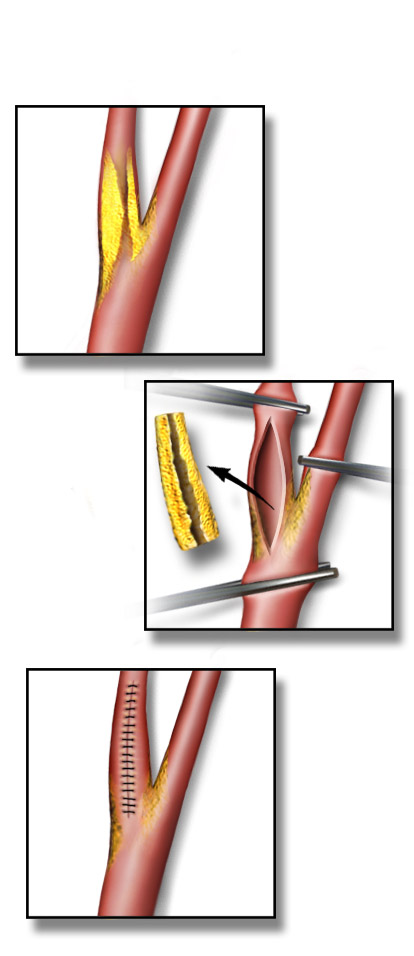
Schematyczny rysunek, obrazujący postępowanie w endarterektomii

Endarterektomia tętnicy szyjnej (carotid endarterectomy, CEA) – chirurgiczna procedura, stosowana w celu zmniejszenia ryzyka udaru mózgu poprzez naprawę zwężenia miażdżycowego w tętnicy szyjnej wspólnej lub tętnicy szyjnej wewnętrznej. Jest szczególnym rodzajem endarterektomii. W endarterektomii tętnic szyjnych chirurg otwiera odpowiednią tętnicę (szyjną wewnętrzną lub wspólną) i usuwa płytkę miażdżycową. 

## Idea zabiegu
Blaszki miażdżycowe powstają na wewnętrznej ścianie tętnic (śródbłonku), zwykle w miejscu, w którym tętnica szyjna wspólna dzieli się na tętnicę szyjną wewnętrzną i zewnętrzną. Taka blaszka może zawęzić lub zamknąć tętnicę, powodując zator. Ponadto blaszki mogą się oderwać od ściany i powędrować z prądem krwi do tętnicy szyjnej wewnętrznej, która oddaje bezpośrednie gałęzie unaczyniające mózg – tętnicę przednią mózgu i tętnicę środkową mózgu. Mogą one tam zablokować krążenie krwi i spowodować śmierć tkanki mózgowej, nazywa się to udarem niedokrwiennym mózgu.
Celem endarterektomii tętnic szyjnych jest usunięcie blaszek miażdżycowych z wnętrza tętnicy i w konsekwencji zapobieganie niekorzystnym skutkom zwężenia tętnicy szyjnej wtórnego miażdżycy, w tym głównie udarowi niedokrwiennemu mózgu. Jak w każdej operacji profilaktycznej, wymagana jest rzetelna ocena względnych korzyści i ryzyka związanego z tą procedurą, dokonana na podstawie indywidualnych cech pacjenta. Nie jest to jedyna metoda leczenia zmian miażdżycowych, aczkolwiek np. w wielu badaniach klinicznych wykazano, że prawdopodobieństwo zaistnienia zawału serca, udaru mózgu lub śmierci jako konsekwencji zabiegu w ciągu 30 dni było znacznie wyższe po zabiegu angioplastyki niż po zabiegu endarterektomii (9.6% do 3.9%).

## Wykonanie
Chirurg dokonuje najpierw nacięcia pośrodku mięśnia mostkowo-obojczykowo-sutkowego, mające od 5 do 10 cm długości. Następnie wyszukuje i zaciska tętnice szyjne za pomocą zacisków chirurgicznych. Tętnice nacina się i usuwa z ich światła blaszki miażdżycowe. Po usunięciu blaszek tętnica jest zaszywana. W wielu przypadkach naszywana jest łata z protezy naczyniowej lub żyły pacjenta w taki sposób, by zwiększyć jej światło. Gdy zostanie osiągnięta hemostaza, drenuje się i zamyka ranę operacyjną za pomocą szwów. Zabieg może być wykonywany ze znieczuleniem miejscowym lub ogólnym.

## Historia
Pierwsza w historii endarterektomia dotyczyła tętnicy udowej powierzchownej i miała miejsce w 1946, w Lizbonie. Operację tę przeprowadził portugalski chirurg, Joao Cid dos Santos. Nie jest do końca jasne, kiedy miała miejsce pierwsza w historii udana endarterektomia tętnicy szyjnej. Lekarz Micheal DeBakey, stwierdził, że dokonał takiego osiągnięcia w 1953, chociaż nie opublikował tego aż do 1975. Natomiast wg Dentona Cooleya, to on jako pierwszy przeprowadził udany zabieg w 1956, w Methodist Hospital w Houston. Według jeszcze innych źródeł, pierwszym przypadkiem takiego zabiegu była operacja, dokonana przez Felixa Eastcotta w St Mary's Hospital w Londynie, opisana w czasopiśmie The Lancet.